# Stadswandelpark

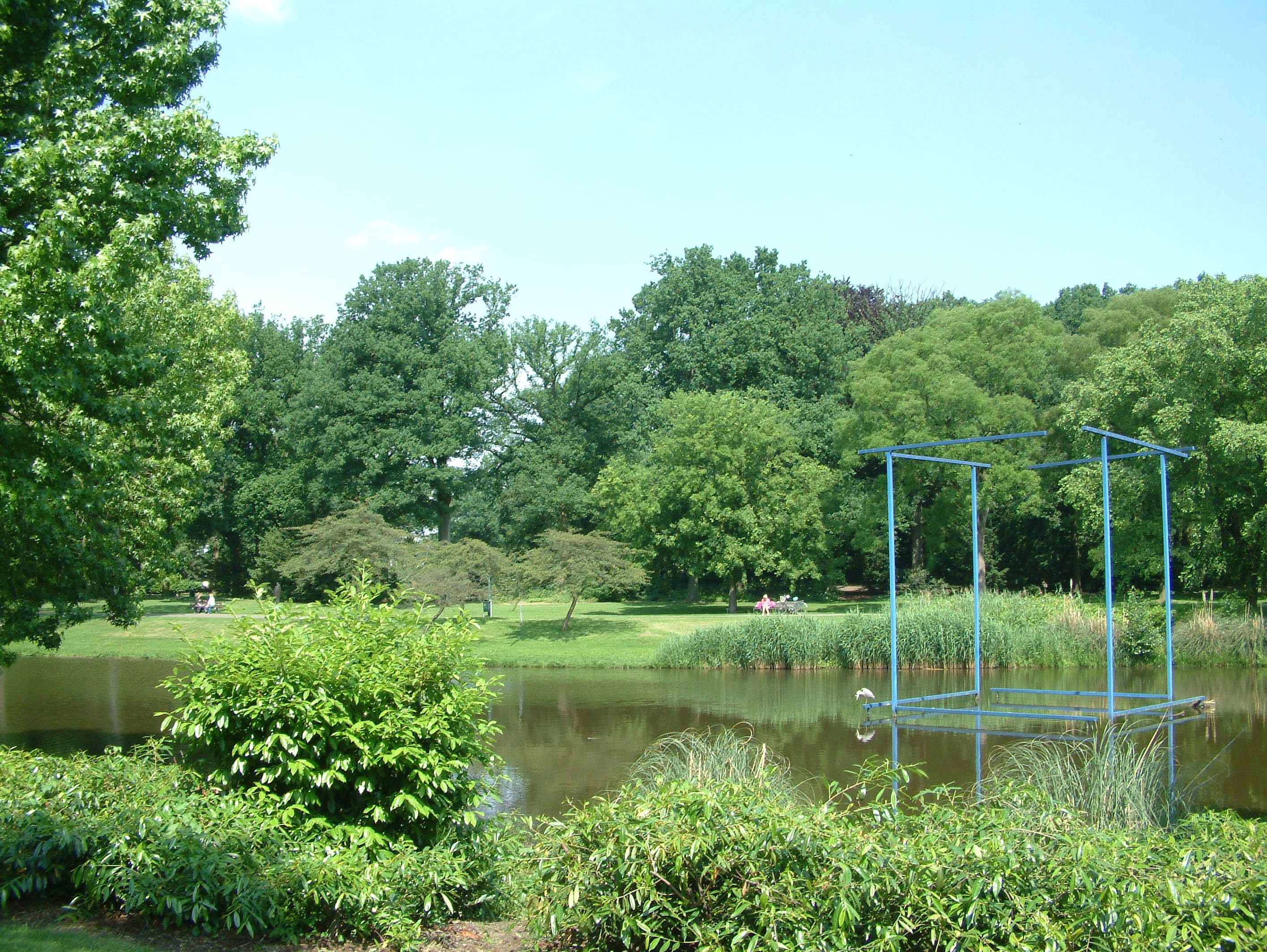
Stadswandelpark in Eindhoven

Het Stadswandelpark is een park ten zuiden van het centrum van Eindhoven, in het stadsdeel Stratum. Ten westen hiervan sluiten erop aan het Dommelplantsoen, het Lex en Edo Hornemannplantsoen en het Anne Frankplantsoen, de laatste twee genoemd naar door de nazi-terreur omgekomen Joodse burgers. Dit is een gebied langs de Dommel en de Tongelreep.
Het Dommelplantsoen en het eigenlijke Stadswandelpark zijn van elkaar gescheiden door de stadswijk Den Elzent, die in de jaren 30 is gebouwd en uit villa's bestaat. Dit stadsdeel kent enkele opmerkelijke gebouwen in de stijl van de Amsterdamse School, waaronder het Parkhotel. In deze buurt heeft vroeger een windmolen gestaan, de Molen van Gortel, die in 1953 werd gesloopt.
Het parkgebied sluit in het zuiden aan op de Genneper Parken en in het noorden op de Dommeltuin bij het Van Abbemuseum.

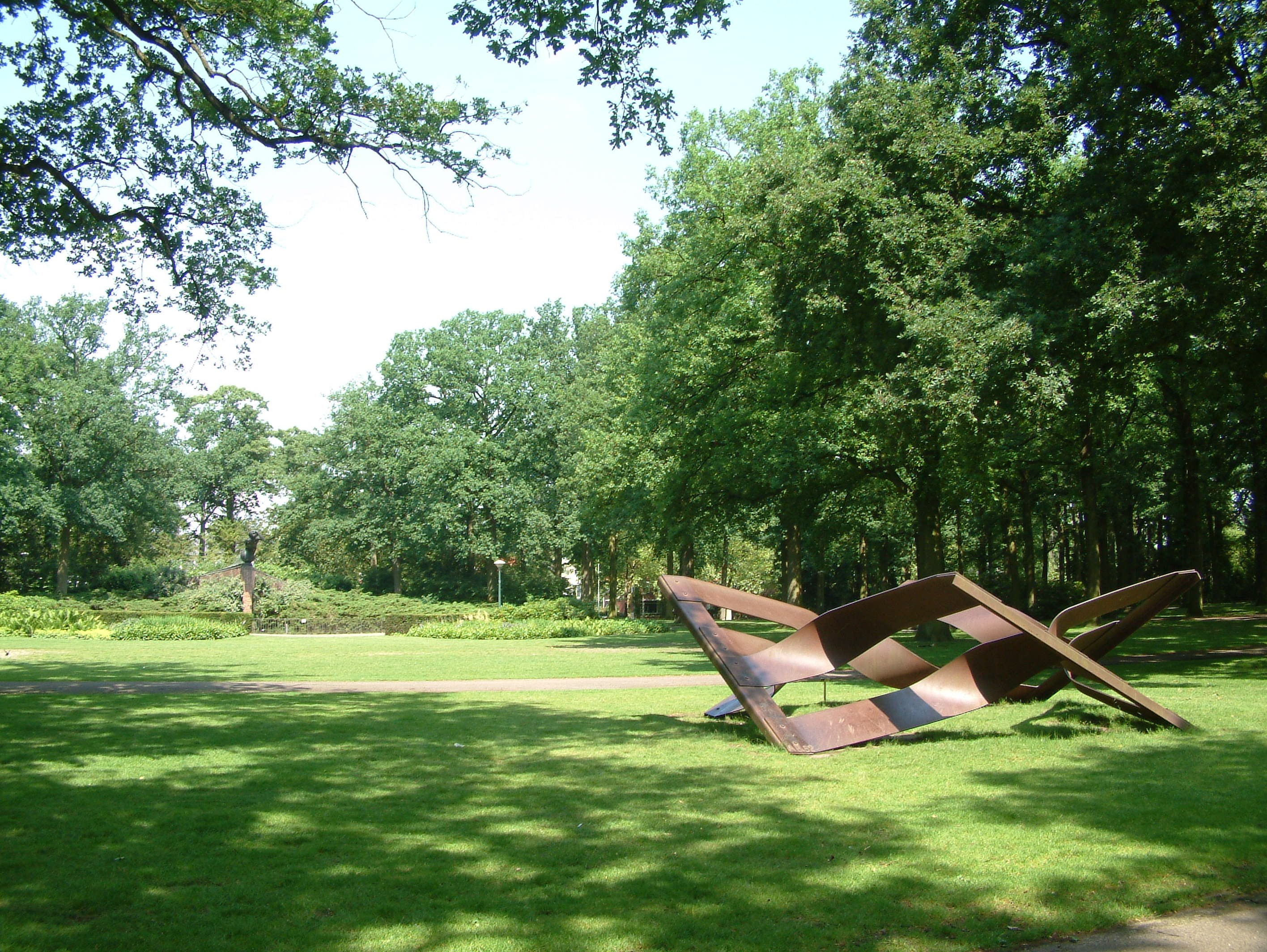
Veel kunst in het stadswandelpark

## Geschiedenis
Het Stadswandelpark komt voort uit het Landgoed Den Elzent. Tabaksfabrikant H.F.C. Coolen had hier een buitenplaats en verkocht deze in 1876 aan de Amsterdamse koopman B.H.A. Sinkel. Deze kocht er nog een stuk grond bij en liet Leonard Springer een tuin in Engelse landschapsstijl ontwerpen. Sinkel overleed niet lang daarna en het gebied werd in vier delen verkocht. Het deel waarin het koetshuis lag (het latere Stadspaviljoen) werd gekocht door het Eindhovensch Mannenkoor, dat er ook een muziekkiosk liet bouwen. In 1916 werd het terrein aangekocht door de gemeente Eindhoven, om er woningen te bouwen. Met name G.C. Kools (directeur Dienst Gemeentewerken) pleitte voor de aanleg van een park. De buitentuin van het mannenkoor werd als openbaar park ingericht en in 1921 in gebruik genomen. De andere delen werden één voor een eveneens door de gemeente aangekocht en het was Dirk Tersteeg die, met in acht name van het werk van Springer, een ontwerp maakte. In 1929 werd het laatste deel, in handen van de zusters Ursulinen, aangekocht. Begin jaren '30 van de 20e eeuw werd het plan van Tersteeg ten uitvoer gebracht. In 1931 kreeg het nieuwe park de naam Stadswandelpark. Dit werd nog verrijkt met het Radiomonument (1936) en het Dr. A.F. Philips Observatorium (1937). Naar het zuiden toe werd het park uitgebreid tot aan de Ringweg, naar ontwerp van Frans Fontaine (1958).
Op de plaats van het Ursulinenklooster Sancta Ursula werd de Stadsschouwburg gebouwd, welke in 1964 werd geopend. In 1982 werd het park ingericht als beeldentuin en veel van de toen opgestelde beelden staan er nog steeds. In 1990 werd de Wim van Doorne Muziekkiosk in gebruik genomen, en deze verving een oudere kiosk.

## Heden
Het eigenlijke Stadswandelpark is een geliefd wandelgebied met een aantal bijzondere monumenten, zoals het Radiomonument uit 1936, dat herinnert aan de eerste radiographische verbinding met het toenmalige Nederlands-Indië, tot stand gebracht in 1927. Het stelt een roepende vrouw voor. en is gemaakt door Albert Termote. Ook vindt men hier het Dr. A.F. Philips Observatorium uit 1937, ontworpen door Louis Kalff. Het pand bevat een gevelsteen, gelegd door Zijne Doorluchtige Hoogheid prins Bernhard, in aanwezigheid van H.K.H. prinses Juliana, gelegd op 20 november 1936, in zijn verlovingstijd.
Er is een vijver die omzoomd wordt door fraaie bloemperken, en er is een volière. Bijzonder zijn ook de sculpturen die in het park worden tentoongesteld. Het gaat om ongeveer dertig stuks, die van zeer uiteenlopende stijl zijn. Deze zijn geplaatst in 1982, ter gelegenheid van het 750-jarig bestaan van Eindhoven.
In het noorden van het park ligt het Parktheater Eindhoven, tot 2007 Stadsschouwburg genaamd, uit 1964. Daarnaast ligt de Muziekkiosk Wim van Doorne, uit 1990. Er zijn drie uitspanningen: Het Stadspaviljoen, het Parkhotel en Park & Pluche.
Het Dommelplantsoen is het meest natuurlijke deel van de groengordel. Hier ligt de samenvloeiing van de Dommel en de Tongelreep, te midden van een broekbos. Sommige paden zijn knuppelbruggen, aangezien het er vochtig kan zijn. Het Lex en Edo Hornemannplantsoen en het Anne Frankplantsoen zijn van elkaar en van het Dommelplantsoen gescheiden door brede wegen. Deze parkdelen zijn meer kunstmatig van aanleg. Er staan onder meer een aantal uitheemse bomen. In het Lex en Edo Hornemannplantsoen vindt men een monument om de door de nazi's omgebrachte Joodse Eindhovense kinderen te gedenken.
Door het park lopen enkele wandelroutes, waarlangs men via het Dommeldal de hele stad kan doorkruisen. Ook is er een doorgaand fietspad dat het park aandoet.

## Foto's

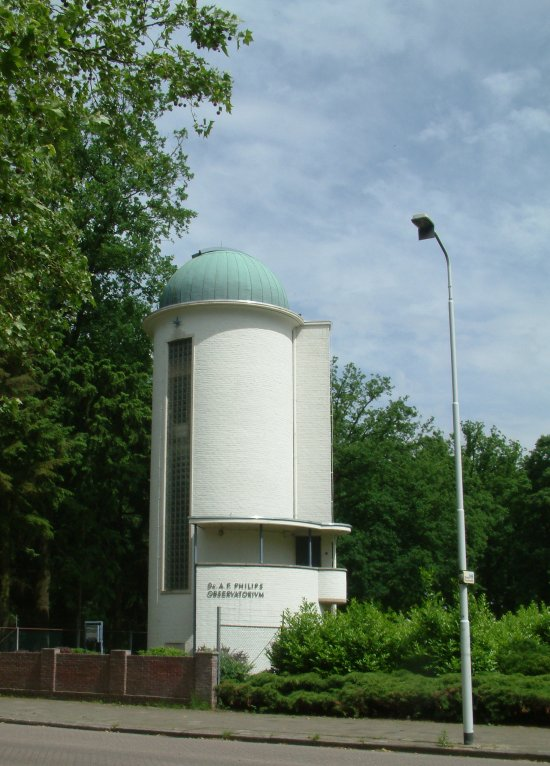
Dr. A.F. Philips Observatorium, rijksmonument in het park
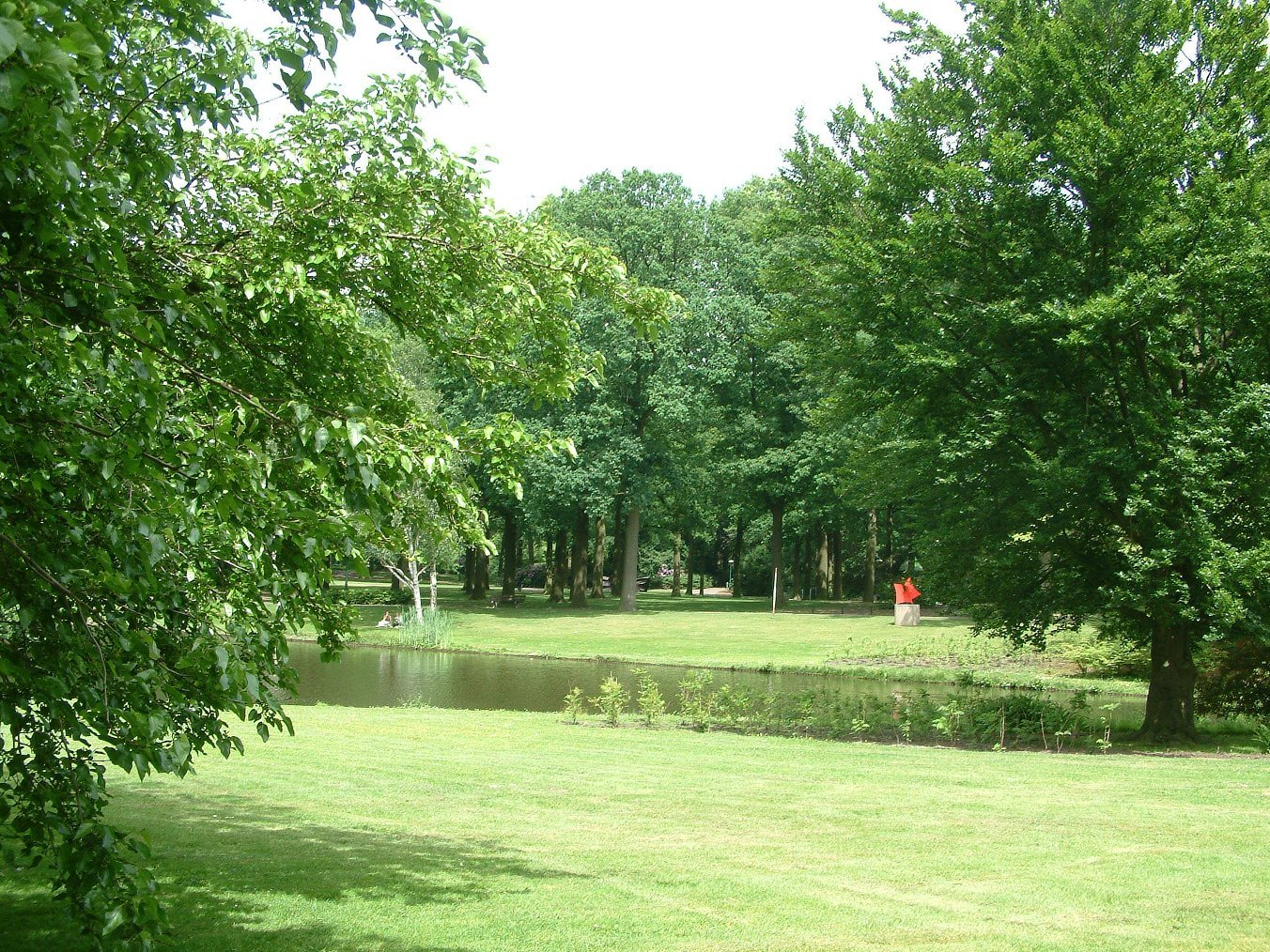
in het Stadswandelpark
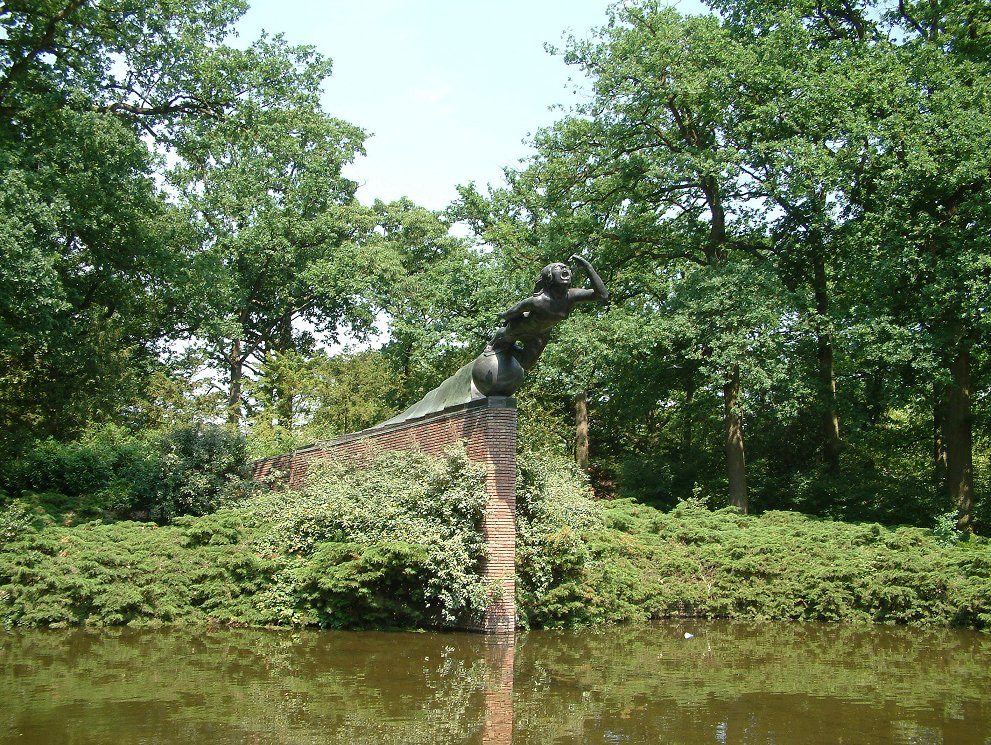
Radiomonument, rijksmonument in het park
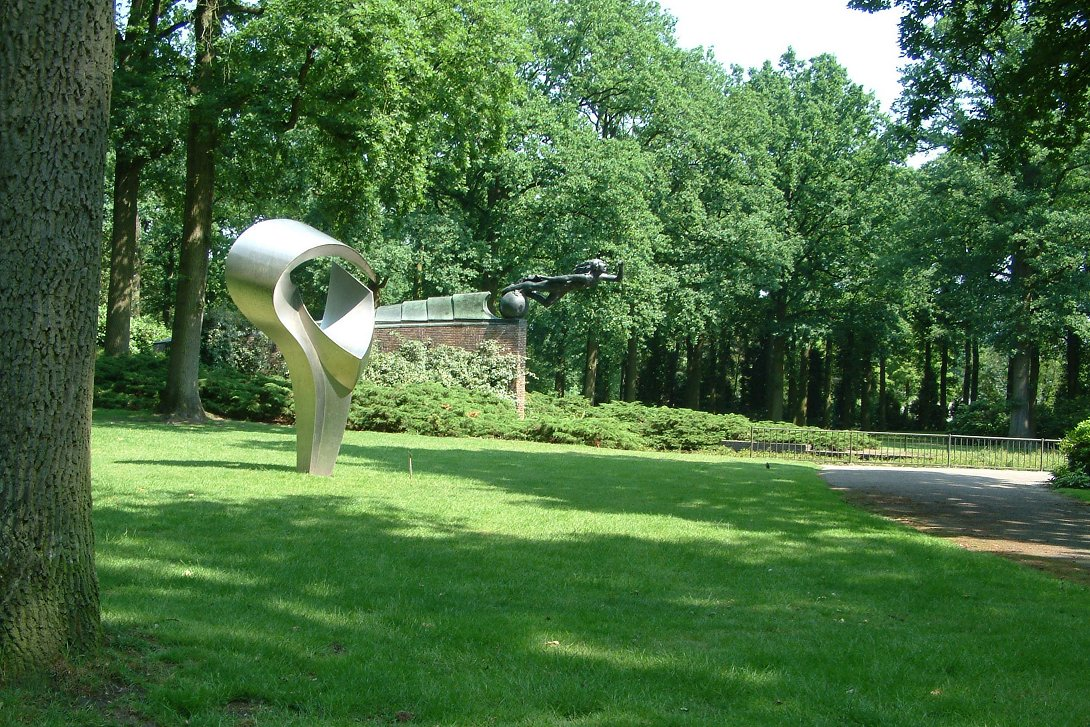
Ontmoeting (links) van Jan de Baat
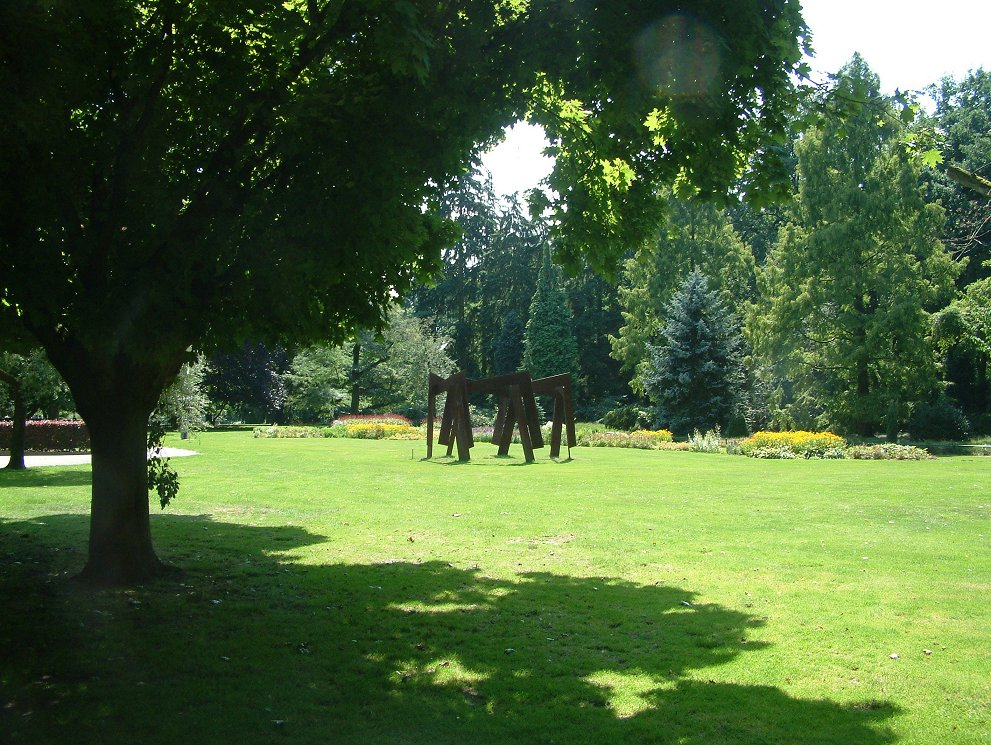
Kunst in het Stadswandelpark
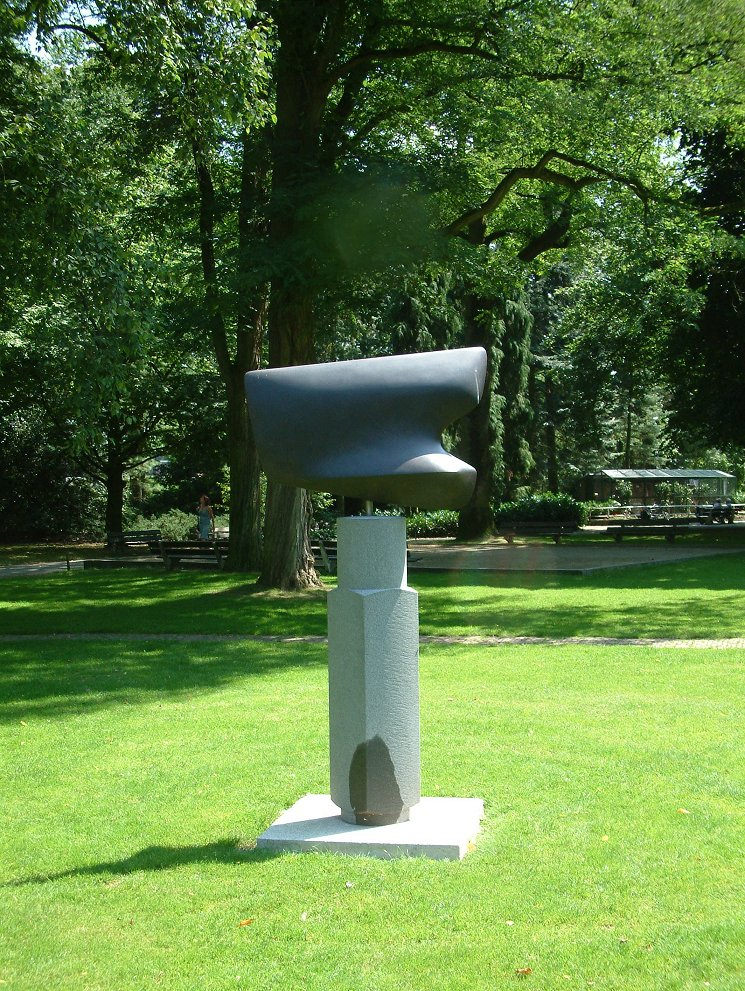
Kunst in het Stadswandelpark
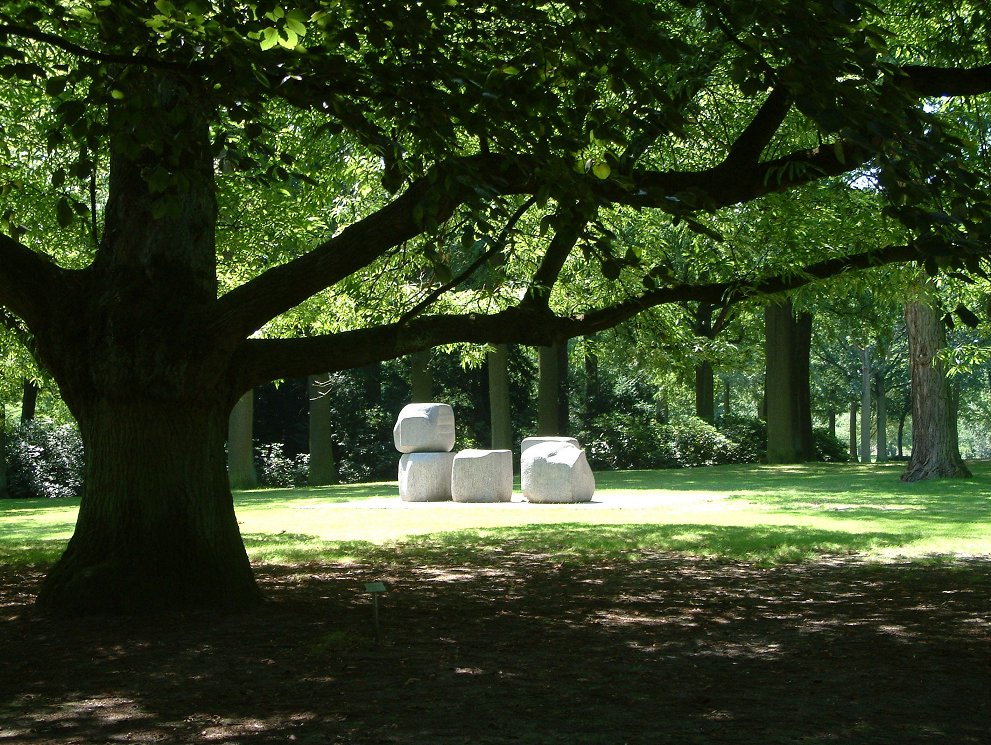
Kunst in het Stadswandelpark
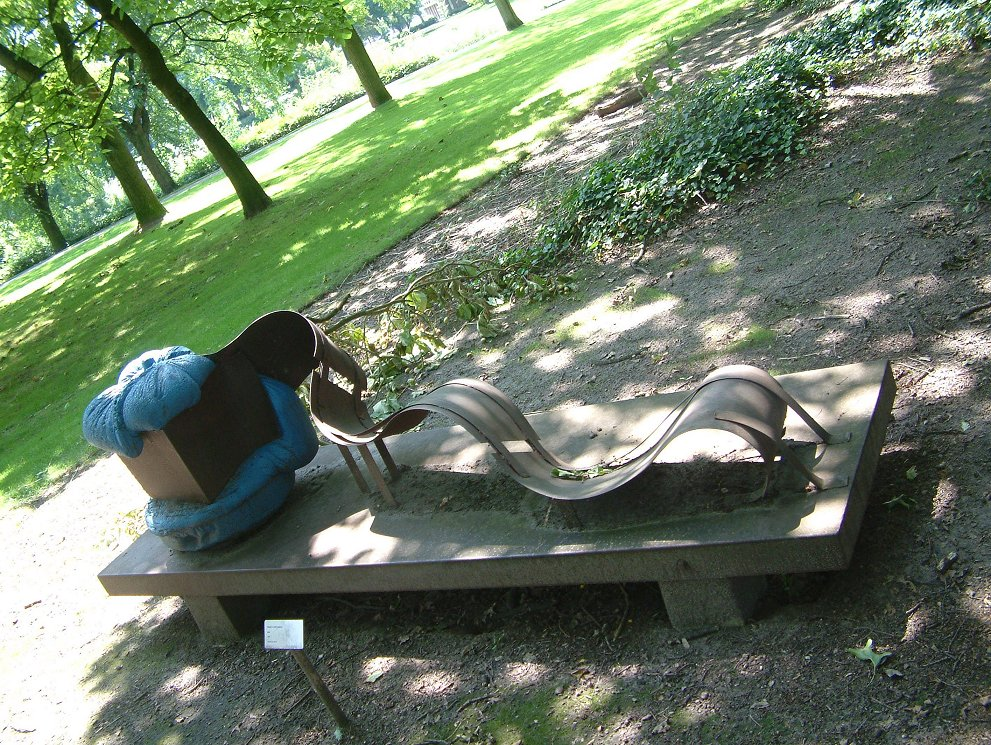
Kunst in het Stadswandelpark
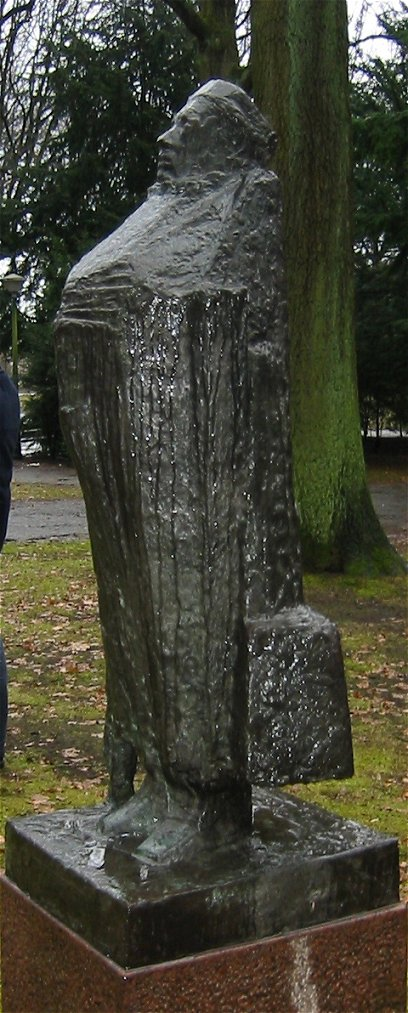
Buikje, van Jan Bronner
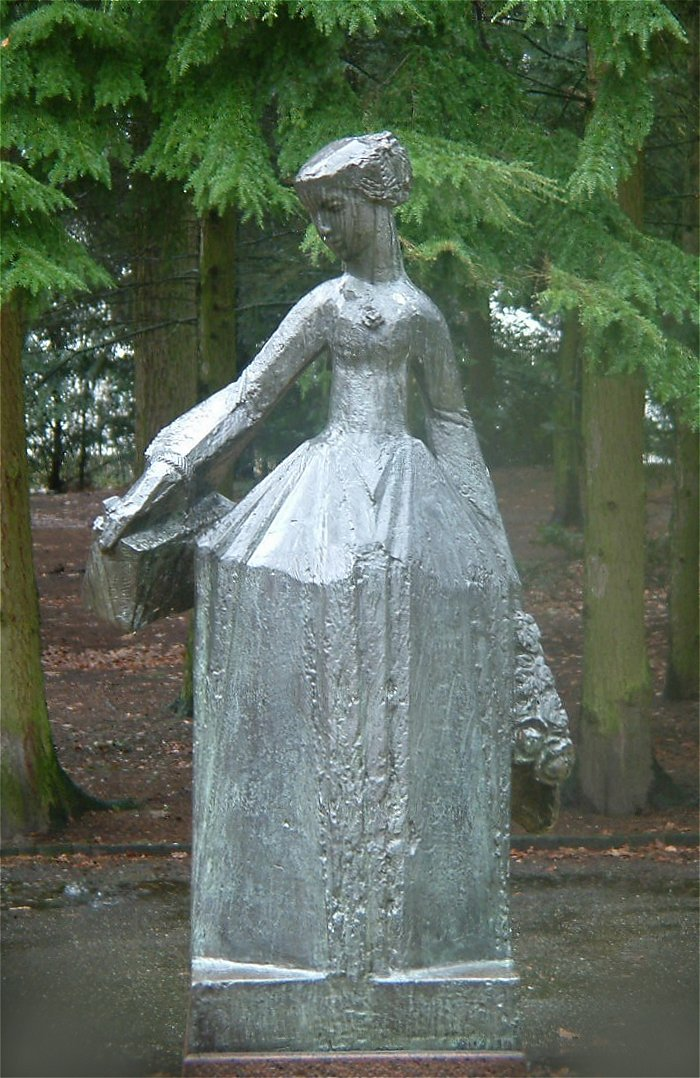
Suzette Noiret van Jan Bronner